# پیتر بایرس
پیتر بایرس (انگلیسی: Peter Byers؛ زادهٔ ۲۰ اکتبر ۱۹۸۴) بازیکن فوتبال اهل آنتیگوآ و باربودا است.
از باشگاه‌هایی که در آن بازی کرده‌است می‌توان به مونترال ایمپکت، باشگاه فوتبال اورنج کانتی بلوز، و تیم ملی فوتبال آنتیگوا و باربودا اشاره کرد.
وی همچنین در تیم ملی فوتبال آنتیگوآ و باربودا بازی کرده‌است.